# Приаргунский район
Приаргу́нский райо́н — административно-территориальная единица (район) в Забайкальском крае России. В рамках организации местного самоуправления ему соответствует муниципальное образование Приаргунский муниципальный округ (в 2006—2020 гг. — муниципальный район).
Административный центр — посёлок городского типа Приаргунск.

## География
Район расположен на юго-востоке Забайкальского края, граничит с Китаем по р. Аргунь. В рельефе распространены холмисто-увалистые и мелкосопочные возвышенные равнины с высотами 500—700 м, реже низкогорья. На территории района находятся окраины Кличкинского и Аргунского хребтов. Имеются месторождения полиметаллических руд, плавикового шпата, стройматериалов, угля и др.: Восточно-Урулюнгуевское месторождение подземных вод, Гарсонуйское месторождение флюорита, Громовское месторождение марганцевых руд, Дуроевское — место находок агата, халцедона и яшм, Кутинское месторождение бурого угля, Начирское проявление яшмы, Савинское № 5 полиметаллическое месторождение, Улан-Булак Урулюнгуевский — железистый минеральный источник, Хуртжитайское месторождение глин и др.
Климат резко континентальный. Лето жаркое. Средняя температура в июле +18 ÷ +20 °C (максимальная +38 °C). Зима холодная, малоснежная. Средняя температура в январе −26 ÷ −28 °C (абс. минимум −56 °C). Осадков выпадает 300—350 мм/год. Очень сухо и ветрено весной. Продолжительность вегетационного периода 120—150 дней. На юго-востоке распространены чернозёмные и каштановые мучнисто-карбонатные глубокопромерзающие и аллювиально-луговые почвы. На остальной территории преимущественно горные лугово-чернозёмные мучнисто-карбонатные глубокопромерзающие и лугово-лесные мерзлотные почвы. Основным типом местности является степь, на более высоких отметках — горная лесостепь, в долинах рек — луга. Степи разнотравно-злаковые, пижмово-разнотравные и злаково-пижмово-кровохлебковые. Луга разнотравно-злаковые и злаково-разнотравные. Из рек наиболее значительна пограничная Аргунь с притоками Урулюнгуй, Верхняя Борзя.

## История
Первоначально был образован 4 января 1926 года под названием Быркинский район в составе Читинского округа Дальневосточного края, с 1930 до 1936 гг. — Восточно-Сибирского края.
8 декабря 1942 года 7 сельсоветов были переданы из Быркинского района в новый Калганский район.
Указом Президиума Верховного Совета РСФСР от 30 марта 1962 года переименован в Приаргунский район. Одновременно центр района был перенесён из села Бырка в рабочий посёлок Цурухайтуй, переименованный при этом в Приаргунск.

## Население
| 2002    | 2007    | 2009    | 2010    | 2011    | 2012    | 2013    | 2014    | 2015    |
| ------- | ------- | ------- | ------- | ------- | ------- | ------- | ------- | ------- |
| 26 959  | ↘25 700 | ↘25 553 | ↘21 831 | ↘21 759 | ↘21 521 | ↘21 223 | ↘20 934 | ↘20 801 |
| 2016    | 2017    | 2018    | 2019    | 2020    | 2021    |         |         |         |
| ↘20 642 | ↘20 364 | ↘19 941 | ↘19 597 | ↘19 272 | ↘16 061 |         |         |         |

### Урбанизация
Городское население (пгт Кличка и Приаргунск) составляет 51,07 % от всего населения района (муниципального округа).

## Муниципальное устройство
В рамках организации местного самоуправления на территории района функционирует муниципальное образование Приаргунский муниципальный округ (в 2006—2020 гг. — муниципальный район).
В существовавший с 2006 до 2020 года муниципальный район входили 13 муниципальных образований, в том числе 2 городских и 11 сельских поселений:
| №        | Муниципальное образование | Административный центр | Количество населённых пунктов | Население (чел.) | Площадь (км²) |
| -------- | ------------------------- | ---------------------- | ----------------------------- | ---------------- | ------------- |
| 1e-06    | Городское поселение       |                        |                               |                  |               |
| 1        | Кличкинское               | пгт Кличка             | 1                             | ↘1177            | 66,1          |
| 2        | Приаргунское              | пгт Приаргунск         | 1                             | ↘7061            | 30,8          |
| 2.000002 | Сельские поселения        |                        |                               |                  |               |
| 3        | Быркинское                | село Бырка             | 3                             | ↘1012            | 373,7         |
| 4        | Досатуйское               | посёлок Досатуй        | 3                             | ↘1215            | 34,6          |
| 5        | Дуройское                 | село Дурой             | 2                             | ↘700             | 237,0         |
| 6        | Зоргольское               | село Зоргол            | 2                             | ↘698             | 207,4         |
| 7        | Молодёжнинское            | посёлок Молодёжный     | 2                             | ↘1264            | 505,6         |
| 8        | Новоцурухайтуйское        | село Новоцурухайтуй    | 2                             | ↘2024            | 728,3         |
| 9        | Погадаевское              | село Погадаево         | 3                             | ↘589             | 409,1         |
| 10       | Пограничнинское           | посёлок Пограничный    | 5                             | ↘1058            | 599,9         |
| 11       | Староцурухайтуйское       | село Староцурухайтуй   | 2                             | ↘923             | 228,4         |
| 12       | Урулюнгуйское             | село Урулюнгуй         | 2                             | ↗731             | 332,2         |
| 13       | Усть-Тасуркайское         | село Усть-Тасуркай     | 3                             | ↘820             | 531,6         |

Законом Забайкальского края от 10 июля 2020 года муниципальный район и все входившие в его состав городские и сельские поселения были упразднены и к 24 июля 2020 года объединены в муниципальный округ.

## Населённые пункты
В состав района (муниципального округа) входит 31 населённый пункт:
| №  | Населённый пункт    | Тип     | Население    | бывшее муниципальное образование |
| -- | ------------------- | ------- | ------------ | -------------------------------- |
| 1  | Бырка               | село    | ↘822 (2021)  | Быркинское                       |
| 2  | Верея               | посёлок | ↘56 (2021)   | Пограничнинское                  |
| 3  | Верхний Тасуркай    | село    | ↘190 (2021)  | Усть-Тасуркайское                |
| 4  | Восточный Досатуй   | село    | 0 (2021)     | Досатуйское                      |
| 5  | Горда               | село    | ↘86 (2021)   | Погадаевское                     |
| 6  | Досатуй             | посёлок | ↘1176 (2021) | Досатуйское                      |
| 7  | Дурой               | село    | ↘686 (2021)  | Дуройское                        |
| 8  | Дурой 1-й           | село    | 0 (2021)     | Дуройское                        |
| 9  | Зоргол              | село    | ↘676 (2021)  | Зоргольское                      |
| 10 | Кличка              | пгт     | ↘1134 (2021) | Кличкинское                      |
| 11 | Кути                | село    | ↗120 (2021)  | Молодёжнинское                   |
| 12 | Молодёжный          | посёлок | ↘1103 (2021) | Молодёжнинское                   |
| 13 | Нижний Зоргол       | село    | 0 (2021)     | Зоргольское                      |
| 14 | Новая Бырка         | село    | 0 (2021)     | Быркинское                       |
| 15 | Новое Погадаево     | село    | 10 (2021)    | Погадаевское                     |
| 16 | Новоивановка        | село    | ↘217 (2021)  | Усть-Тасуркайское                |
| 17 | Новоцурухайтуй      | село    | ↘1656 (2021) | Новоцурухайтуйское               |
| 18 | Норинск             | посёлок | ↘162 (2021)  | Пограничнинское                  |
| 19 | Погадаево           | село    | ↘495 (2021)  | Погадаевское                     |
| 20 | Пограничный         | посёлок | ↘470 (2021)  | Пограничнинское                  |
| 21 | Пограничный 1-й     | посёлок | 0 (2021)     | Пограничнинское                  |
| 22 | Приаргунск          | пгт     | ↗7068 (2021) | Приаргунское                     |
| 23 | Селинда             | село    | ↘155 (2021)  | Быркинское                       |
| 24 | Станция-Досатуй     | село    | 0 (2021)     | Досатуйское                      |
| 25 | Староцурухайтуй     | село    | ↘896 (2021)  | Староцурухайтуйское              |
| 26 | Староцурухайтуй 1-й | село    | 0 (2021)     | Староцурухайтуйское              |
| 27 | Талман-Борзя        | село    | ↘340 (2021)  | Пограничнинское                  |
| 28 | Улан                | село    | ↘319 (2021)  | Новоцурухайтуйское               |
| 29 | Урулюнгуй           | село    | ↘724 (2021)  | Урулюнгуйское                    |
| 30 | Урулюнгуй 1-й       | село    | 0 (2021)     | Урулюнгуйское                    |
| 31 | Усть-Тасуркай       | село    | ↘379 (2021)  | Усть-Тасуркайское                |

Законом Забайкальского края от 25 декабря 2013 года на территории района было решено образовать новые сёла: Нижний Зоргол, Дурой 2-й, Староцурухайтуй 2-й, Урулюнгуй 2-й и посёлок Пограничный 2-й. В 2018 году было принято решение об изменении ряда предполагаемых названий на Дурой 1-й, Староцурухайтуй 1-й, Урулюнгуй 1-й и Пограничный 1-й. Законом Забайкальского края от 5 мая 2014 года было решено также образовать сёла Новое Погадаево, Новая Бырка, Восточный Досатуй и Станция-Досатуй.
Присвоение наименований новообразованным населённым пунктам на федеральном уровне было осуществлено Распоряжениями Правительства Российской Федерации: от 13 мая 2015 года № 860-р — селу Нижний Зоргол, от 8 августа 2015 года N 1530-р — селу Новое Погадаево, от 1 марта 2016 года N 350-р — сёлам Новая Бырка и Восточный Досатуй, от 23 сентября 2017 года N 2025-р  — селу Станция-Досатуй, от 11 октября 2018 года № 2186-р — сёлам Дурой 1-й, Староцурухайтуй 1-й, Урулюнгуй 1-й и посёлку Пограничный 1-й.

## Экономика
Основными отраслями промышленности являются топливно-энергетический комплекс (производство теплоэнергии от Приаргунской ТЭЦ), развитый агропромышленный комплекс (сельское хозяйство специализируется на тонкорунном пастбищном овцеводстве и производстве зерна), а также горнорудная промышленность, связанная с добычей полиметаллических руд (Кличкинский рудник), бурого угля (Кутинский разрез). Существует ремонтная база (Агроремтех), производятся строительные материалы (ООО «Стройресурс»). Осуществляется переработка сельхозсырья с производством колбас, масла животного, кондитерских и хлебобулочных изделий. Сельхозпроизводство ведут: СПК «Племзавод Дружба» (с. Дурой), СПК «Племзавод имени 60-летия Союза ССР» (с. Староцурухайтуй), ОАО «Урулюнгуй» (с. Урулюнгуй), ООО «Улан» (с. Улан), ООО «Восточный» (с. Талман-Борзя), СПК «Колхоз Забайкалец» (с. Усть-Тасуркай), ООО «Зоргольский»(с. Зоргол), ПСХК «Горняк» (с. Новоивановка), ООО СП «Виктория», ООО «Норинское», (с. Норинск), КФК «Донник» (с. Пограничный), ООО «Погадаево Плюс» (с. Погадаево).
Посёлок Приаргунск — рекордсмен по количеству магазинов. Есть рестораны и кафе.

## Образование и культура
На 2002 год функционировало 22 дневных общеобразовательных учреждения, 20 библиотек, 22 дома культуры и клуба, 3 больницы, сельская амбулатория и 18 фельдшерско-акушерских пунктов. Имеются музыкальная, художественная школы, кружки, тур-клубы. Школа является ресурсным центром района.
С каждым годом все больше делается для внешнего вида посёлка: красивые ограждения, цветочные клумбы, конкурсы на звание «Образцового дома» и многое другое.

## Средства массовой информации
- Издаётся еженедельная районная газета «Приаргунская заря».
- Телевидение: В районе работают первый и второй мультиплексы цифрового телевидения, спутниковое телевидение МТС. Вещает районный телеканал «ТВ — 5 Приаргунск», последние новости о жизни посёлка, района и края. В частном порядке устанавливаются спутниковые параболические антенны, принимающие сигнал со спутника «Ямал-201».

## Археология
На низкой надпойменной террасе в низовьях реки Хирхира, впадающей в приток Аргуни Урулюнгуй находится памятник археологии федерального значения Хирхиринский городок, Хирхиринское городище, остатки города второй четверти XIII—XIV века. Рядом был найден Чингисов камень — эпиграфический памятник с надписью старомонгольским письмом (датируется 1224—1225 годами).